# أنجيلا برينان
أنجيلا برينان (بالإنجليزية: Angela Brennan)‏ هي رسامة أسترالية، ولدت في 1960 في بالارات في أستراليا.